# 橋本光男 (埼玉県副知事)
橋本光男 （はしもと みつお、1948年 - ）は、日本の地方公務員。元埼玉県副知事。埼玉県川越市出身。瑞宝中綬章受章。

## 略歴
埼玉大学教育学部卒業。1970年4月、埼玉県庁入庁。2001年4月、埼玉県庁総務部IT推進局長。2004年、埼玉県庁国体・国際スポーツ大会局長。2005年4月、中村一巖の後任として総合政策部長。2007年4月、埼玉県出資法人「いきいき埼玉」理事長。2007年10月、都筑信の後任として埼玉県副知事。2011年3月、全国知事会事務総長。2016年6月、AGS株式会社監査役。

## 叙位・叙勲
- 2019年4月　春の叙勲で地方自治功労により瑞宝中綬章受章[4]